# Batalha de Orthez
A Batalha de Orthez (27 de fevereiro de 1814) viu o Exército Anglo-Luso sob o marechal Arthur Wellesley, Duque da Vitória derrotar um exército francês liderado pelo marechal Nicolas Soult, no sul da França, perto do final da Guerra Peninsular. 

## A Batalha
Após a derrota dos franceses na batalha dos Pirenéus, o Marechal Nicolas Jean-de-Dieu Soult retirou-se e destruiu todas as pontes do Gave d'Oloron. Ele concentra suas tropas em Baiona, que será o cenário de uma batalha mas especialmente perto de Orthez.
Por sua parte, a coalizão conseguiu cruzar o Gave de Pau e abordar Orthez. Outras tropas da coalizão chegaram ao sul de Orthez e lutaram na cidade.
Os aliados começam a atacar a ala direita francesa, mas depois de cinco tentativas os franceses ainda resistiam. Em seguida, os aliados atacaram o centro francês, mas também houve resistência.
Um novo ataque contra a ala esquerda fez desalojar os franceses e, ao mesmo tempo, os exércitos anglo-lusos atacaram o centro. Em seguida, vem um incidente. General Foy, que comandou o centro é ferido e levado para o tratamento para a retaguarda. Este evento faz algum trauma para o moral das tropas francesas. Marechal Soult foi capaz de introduzir uma nova frente no centro para permitir o descanso de outras tropas. 
As tropas da coalizão posicionada ao sul de Orthez conseguem atravessar o Gave de Pau. Marechal Soult vendo a posição comprometida decide fazer uma retirada geral para Sault-de-Navailles.